# Thyborøn
Thyborøn er en by i det nordlige Vestjylland med 1.816 indbyggere  (2024) på Harboøre Tange, beliggende 11 km nord for Harboøre, 75 km nord for Ringkøbing, 55 km nordvest for Holstebro og 23 km nord for Lemvig. Byen er en del af Lemvig Kommune og ligger i Region Midtjylland.
Thyborøn hører til Thyborøn Sogn. Thyborøn Kirke, der ligger i byen, er en modernistisk betonkirke, der i 2011 afløste den gamle rødstenskirke fra 1908. Det blev for dyrt at renovere den gamle kirke, men det fritstående klokketårn og en del af inventaret fra den gamle kirke er genbrugt i den nye.

## Seværdigheder
- Søkrigsmuseet (Sea War Museum Jutland) har fokus på 1. Verdenskrig. Verdenshistoriens største søslag – Jyllandsslaget i 1916 – fandt sted godt 100 km vest for Thyborøn, hvor kanontordenen kunne høres mens 100.000 mand på 250 tyske og britiske skibe i 12 timer kæmpede om herredømmet i Nordsøen. Da slaget var forbi, lå 25 skibe på havets bund, og 8.645 søfolk havde mistet livet. I klitterne uden for museet findes en mindepark med store granitblokke, formet som skibsstævne. Hver sten repræsenterer et af de sænkede skibe og viser antallet af dets omkomne.[3] Uden for museet findes også en mindesten for de 654 danske søfolk, der omkom som følge af krigshandlinger under 1. Verdenskrig.
- Kystcentret er et oplevelsescenter for børn og voksne. Børnene kan fx bygge diger, skabe store bølger, stå i kviksand eller lege med krybdyr.[4] Centret fortæller også om de over 50 strandinger, der årligt fandt sted i 1800-tallet. Især fortælles om den russiske fregat "Alexander Nevskij", der i 1868 strandede med 724 personer om bord ved gården Knopper midt mellem Harboøre og Thyborøn.[5][6] Et af fregattens to ankre ligger ved krydset Havnegade/Bredgade i byen. Det blev fundet i 1958, måler 5 meter og vejer 5 tons. Det andet anker ligger foran Harboøre Kirke ca. 10 km syd for Thyborøn.
- JyllandsAkvariet har bassiner, hvor man kan røre ved krabber, rokker og hajer og deltage i fodringen af dem. Akvariet har værksteder, hvor man kan arbejde med rav og andet man finder på stranden, og der arrangeres udflugter i byen og langs stranden med båd eller traktorbus.[7]
- Sneglehuset, der er dekoreret med muslingeskaller og sneglehuse, er en privat bolig, men også et lille museum med en permanent udstilling af flaskeskibe og genstande, som lokale fiskere har fundet i deres net.
- Byen har et særpræget gult transformatortårn med rødt valmtag og mansardtag på alle 4 sider.

## Faciliteter
- Thyborøn Skole har 208 elever, fordelt på 0.-9. klassetrin.[8]
- "Wærket" består af "Boldwærket" (en stor hal på 1200 m², der primært bruges til håndbold, fodbold samt badminton og en multisal på 425 m². der primært bruges til gymnastik og arrangementer), "Kraftwærket" (motionscenter på 450 m²), "Madwærket" (café og selskabslokaler) og "Vandwærket" (2/3 svømmebassin med 27°, børne- og undervisningsbassin med 30°, varmtvandsbassin med 33° samt sauna og dampbad). Wærket har 11 ansatte.[9]
- Thyborøn Hotel er nyrenoveret og har 15 dobbeltværelser.[10]
- På Plejehjemmet Hav-Fjord er der 22 plejeboliger.[11]
- Byen har 3 købmandsforretninger, slagter, flere specialforretninger, restaurant, pizzeria, cafe, lægehus og filial af Vestjysk Bank.

## Historie

### Tangen
Hvor Harboøre Tange og Agger Tange nu ligger, var der for 1000 år siden en bred åbning ud til havet. Her samlede Knud den Hellige flere gange sin vikingeflåde til togt i England. Men da landet hævede sig, blev åbningen indsnævret. Små holme ("rønner") dukkede op og dannede tangen. Siden 1550 blev den flere gange oversvømmet og kortvarigt gennembrudt, men indtil 1825 var der normalt fast forbindelse over land mellem Hardsyssel og Thy. Landsbyerne Bollum, Nabe og Toft opstod på tangen, men måtte opgives efter stormfloder. Ved Nabe stod et slag i svenskekrigen i 1657.
Grænsen mellem Hardsyssel og Thy gik ved "Pælediget", der lå langs de nuværende Digevej og Idrætsvej i den sydlige udkant af Thyborøn. På hver side af grænsen lå en "røn": Harborøn (nu Rønland) mod syd og Thyborøn mod nord.

### Agger Kanal
To stormfloder i 1825 skyllede store dele af tangen og klitrækken væk. Et af gennembruddene holdt sig, og Limfjorden blev forvandlet fra brakvand til saltvand. I 1834 sejlede det første skib gennem Agger Kanal. En ny stormflod i 1839 udvidede den yderligere, og i 1849 var den godt 400 m bred og 2½ m dyb. Der blev oprettet en fast dampskibsforbindelse med England gennem kanalen. I 1855 blev den besejlet af 1805 skibe, men så begyndte den at sande til. I 1864 var sejladsen næsten ophørt, og i 1877 var ethvert spor af kanalen udvisket.

### Thyborøn Kanal
Efter en stormflod i 1862, der satte tangen helt under vand i længere tid, dannede der sig to gennembrud nord og syd for Agger Kanal. Det sydlige holdt sig og blev til Thyborøn Kanal. Efter nye stormfloder i 1873 og 1874 frygtede man at tangen helt ville forsvinde. Derfor sikrede man kanalens sider med høfder. Kanalen gik i retningen nordvest-sydøst, så det var naturligt, at der på sydsiden opstod en havn, der lå beskyttet bag tangen.

### Havnebyen
Kanalen blev i 1868 besejlet af 288 skibe, i 1899 af 608. Thyborøn havde i 1861 100 indbyggere, i 1874 49 og i 1900 omtrent 70.
I 1901 blev Thyborøn beskrevet således af Trap: "Thyborøn med Skole, Lodsstation, Redningsstation (opr. 1851), Fyrskibsstation, Toldassistentstation, Jærnbane- og Telefonstation samt Ingeniørkontor for Vandbygningsvæsenet. Ved Thyborøn Kanal er der Ledefyr (to røde, faste Fyr)." Det lave målebordsblad viser desuden sømandshjem og vandværk.

### Sogn og kommune
Thyborøn hørte til Agger Sogn, men til Lemvig lægedistrikt. Geografisk var byen flyttet fra Agger Tange til Harboøre Tange, men det varede længe inden de administrative forhold helt blev indrettet efter at byen efterhånden blev den største i Agger Sogn og i Vestervig-Agger sognekommune. Da Thyborøn fik egen kirke i 1908, blev byen et kirkedistrikt i Agger Sogn, men det blev overflyttet til Harboøre Sogn i 1921.
I 1954 opgav man af hensyn til skibsfarten tanken om at lukke Thyborøn Kanal eller erstatte den med en sluse. Så der var udsigt til at der permanent ville være 1 km vand mellem Agger Tange og Harboøre Tange. Derfor blev Thyborøn Sogn nu et selvstændigt sogn, og en ny Thyborøn sognekommune blev overført til Ringkøbing amt. Indtil 1970 hørte Thyborøn dog stadig til Thisted Amt ved folketingsvalg. Ved kommunalreformen i 1970 indgik Thyborøn i Thyborøn-Harboøre Kommune. Den blev ved strukturreformen i 2007 indlemmet i Lemvig Kommune.

### Jernbanen
Lemvigbanen, der var åbnet mellem Lemvig og Vemb i 1879, blev forlænget til Harboøre og Thyborøn i 1899. Mellem Langerhuse og Thyborøn blev banen oprindeligt anlagt på den lave strandeng, hvor klitrækken beskyttede banen mod oversvømmelse fra havet. Derimod var banen udsat for oversvømmelse fra fjorden. I sommeren 1921 blev sporet hævet 1 meter ved at komme op på en dæmning ved siden af det gamle banetracé. I 1955 blev strækningen flyttet ca. 2 km mod øst og kom sammen med landevejen op på det nye havdige, der stod færdigt i 1957.
8½ km af banetracéet på den lave dæmning mellem Harboøre og Thyborøn er bevaret som cykel- og vandresti. Heraf indgår de 7½ km mellem de to byers diger i de nationale cykelruter 1 og 12.
Folkemusikgruppen Tørfisk har hjemsted i Thyborøn. En af deres kendteste sange er "VLTJ", der handler om turen med Vemb-Lemvig-Thyborøn Jernbane.

### 2. verdenskrig
Thyborøn-fæstningen blev anlagt af tyskerne under 2. verdenskrig og er en af de største langs Vestkysten. For at forsvare indsejlingen til Limfjorden mod allieret invasion blev der bygget 66 store og 40 mindre bunkere og kanonstillinger. Den tyske marines kommandobunker blev under Den kolde krig istandsat af Hjemmeværnet som kommando- og radarbunker.

## Havnen
Statshavnen blev anlagt i 1915-1918. Havnen er en af Danmarks 3 største fiskerihavne med ca. 100 hjemmehørende fiskefartøjer. Den har vestkystens største dokfacilitet og er også en stor godshavn.

## Galleri
- Søkrigsmuseet
- Mindeparken
- Radarbunkeren
- Kystcentret
- Jyllandsakvariet.
- Sneglehuset
- Transformatortårnet
- Russisk fregats anker
- Thyborøn Havn
- VLTJ-tog
- Thyborøn-Agger færge